# Imipenem
L'imipenem è un antibiotico β-lattamico, appartenente alla classe dei carbapenemi. Il suo utilizzo risale al 1985. È un derivato del farmaco antibiotico carbapenemico tienamicina, dal quale differisce per un gruppo formidoile anziché di un gruppo amminico NH2 libero.

## Farmacodinamica
Il principio attivo viene utilizzato in combinazione con la cilastatina sodica, inibitore dell'enzima diidropeptidasi 1, per infezioni nosocomiali gravi causate da ceppi resistenti agli altri antibiotici. L'Imipenem presenta una spiccata resistenza alla β-lattamasi prodotte sia da gram+ sia da gram-. Questo farmaco è attivo su germi aerobi e anaerobi gram+ e gram- come i proteus rettgeri, Morganella, serratia, enterobacter, pseudomonas,  quasi tutti gli streptococchi e stafilococchi anche se meticilino resistente, bacterioides, nocardia e listeria. Di particolare interesse è l'efficacia contro acinetobacter e stenotrophomonas resistenti a molti altri antibiotici anche se sono in netto aumento i batteri produttori di carbapenemasi. La resistenza è frequente negli pseudomonas aeruginosa durante la cura grazie alla scomparsa della proteina porinica della membrana esterna.

## Farmacocinetica
La farmacocinetica dell'imipenem è del tutto particolare. Infatti a livello renale l'antibiotico viene idrolizzato dalla deidropeptidasi (DHP) con l'apertura dell'anello β-lattamico e la formazione di metaboliti più tossici. Per questa ragione l'imipenem è associato alla cilastatina, inibitore specifico dell'enzima DHP. L'imipenem si somministra per via parenterale: dopo 0,5 mg di imipenem-cilastatina in endovena i picchi ematici sono rispettivamente 40 µg/ml mentre per via intramuscolare raggiungono i 4 µg/ml. L'imipenem presenta un legame sierico del 20% mentre la cilastatina del 40%, la distribuzione è buona passando a livello liquorale. I due farmaci vengono metabolizzati a livello epatico ed escreti per via renale. L'emivita è di circa un'ora e di 3,5 ore in caso di insufficienza renale salvo in pazienti in emodialisi la quale rimuove il farmaco.

## Effetti collaterali
Fra gli effetti collaterali riscontrati si evidenziano nausea, cefalea, esantema, vomito, sordità.
L'imipenem presenta l'inconveniente di essere facilmente idrolizzato, dando un metabolita nefrotossico, ad opera delle diidropeptidasi renali di tipo I (DHP-I), questa molecola, quindi, ha un'emivita molto breve a causa dell'elevato metabolismo renale.